# Luce Guilbeault
Luce Guilbeault, née à Outremont le 5 mars 1935 et morte à Montréal le 12 juillet 1991 est une actrice et réalisatrice québécoise.

## Biographie
Montréalaise, fille de médecin, Luce Guilbeault est initiée très tôt aux arts, notamment à la musique et au théâtre.
La carrière de Luce Guilbeault commence au théâtre où elle excelle notamment dans le répertoire québécois (Réjean Ducharme et Michel Tremblay, etc.). Elle est de la distribution de la comédie musicale parodique Ixe-13 (où elle interprète la lutteuse Palma).  
On se souvient surtout d'elle pour sa fructueuse carrière au cinéma où elle tournera dans une vingtaine de films. Son premier rôle important au cinéma, celui d'une épouse désabusée dans La Maudite Galette (1972), est sous la direction de Denys Arcand. Elle campe ensuite la femme d'un chef de mafia dans Réjeanne Padovani (1973), film de fiction qui évoque les problèmes de corruption de l'époque. Elle joue dans O.K. ... Laliberté de Marcel Carrière en 1973, Tendresse ordinaire de Jacques Leduc en 1973 et dans les films d'Anne Claire Poirier.  
Elle réalise en 1977, en collaboration avec Margaret Wescott et l'autrice Nicole Brossard, le documentaire Some American Feminists, produit par l'ONF. Paru en version francaise en 1978, le documentaire vise à faire connaitre les contributions de Rita Mae Brown, Margo Jefferson, Kate Millett, Lila Karp, Ti-Grace Atkinson et Betty Friedan.  
Luce Guilbault se tourne vers le téléroman avec grand succès dans les années 1980 (Des dames de cœur et Un signe de feu) et au télé-théâtre (Des souris et des hommes, Paul Blouin, 1971).  

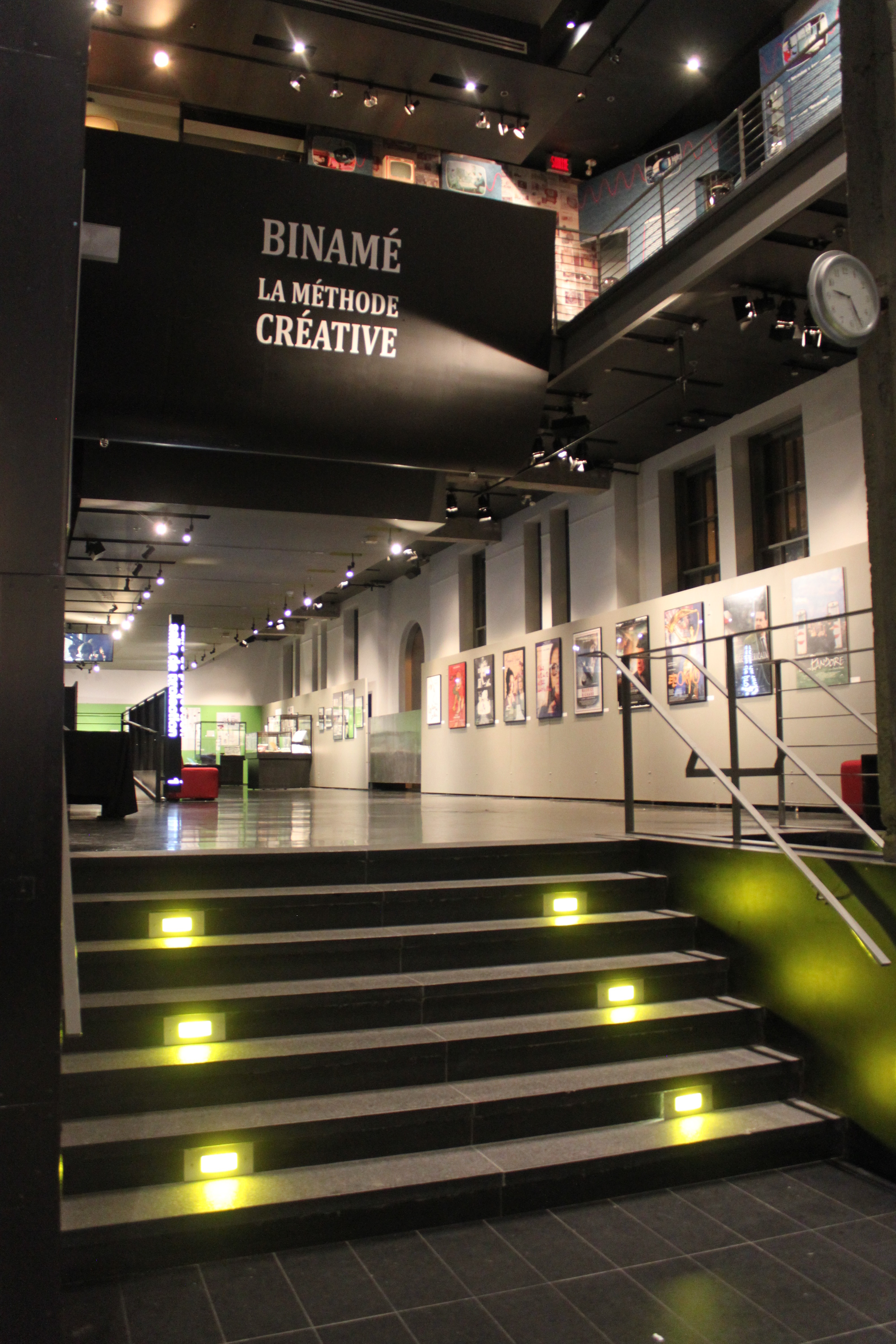
Le foyer Luce-Guilbeault de la Cinémathèque québécoise

Après son décès lié à un cancer en 1991,  elle est enterrée au cimetière Notre-Dame-des-Neiges, à Montréal
En 2000, Marcel Jean lui consacre une biographie filmée, Luce Guilbeault, explorActrice. Un livre de photos est publié par son fils Ariel Borresman en 2016 et retrace en images le parcours artistique de l'actrice qui aura laissé sa marque indélébile dans l'histoire du cinéma québécois.
Luce Guilbault a vécu avec le photographe et directeur-photo Guy Borremans avec qui elle a eu un fils, Ariel Borremans.

## Filmographie

### Cinéma
- 1972 : Françoise Durocher, waitress d'André Brassard, sur un texte de Michel Tremblay : l'une des Françoise Durocher
- 1972 : IXE-13 de Jacques Godbout : Palma
- 1972 : Le Temps d'une chasse de Francis Mankiewicz : Monique, la serveuse rousse
- 1972 : La Maudite Galette de Denys Arcand : Berthe
- 1973 : Souris, tu m'inquiètes (moyen métrage) d'Aimée Danis : Pierrette Beauchemin
- 1973 : Réjeanne Padovani de Denys Arcand : Réjeanne Padovani
- 1973 : Le Grand Sabordage d'Alain Périsson : Questa
- 1973 : Tendresse ordinaire de Jacques Leduc : Bernadette
- 1973 : O.K. ... Laliberté de Marcel Carrière : Yvonne
- 1973 : La Dernière Neige d'André Théberge : rôle inconnu
- 1974 : Les Beaux Dimanches de Richard Martin : Muriel
- 1974 : Par une belle nuit d'hiver de Jean Beaudin : rôle inconnu
- 1975 : Le Temps de l'avant d'Anne Claire Poirier : Hélène
- 1975 : Mustang de Marcel Lefebvre : Marie
- 1976 : Bargain Basement de John N. Smith : rôle inconnu
- 1977 : J.A. Martin photographe de Jean Beaudin : Madame Beaupré
- 1978 : Angela de Boris Sagal : Marie Lebrecque
- 1978 : Quelques féministes américaines de Luce Guilbeault, Nicole Brossard et Margaret Wescott : co-réalisatrice et intervieweuse
- 1978 : Passages de Nesya Blue : rôle inconnu
- 1979 : Mourir à tue-tête d'Anne Claire Poirier : Une cliente
- 1982 : La Quarantaine d'Anne Claire Poirier : Hélène
- 1986 : Qui a tiré sur nos histoires d'amour de Louise Carré : Lady
- 1990 : La Nuit du visiteur de Laurent Gagliardi : rôle inconnu

### Télévision
- 1957 - 1959 : Opération-mystère (série TV) : Cellamare
- 1958 - 1959 : Demain dimanche (série TV) : Nicole Goudreault
- 1959 - 1961 : Jeunes Visages (série TV) : Nicole Goudreault
- 1970 : En pièces détachées (téléthéâtre) (téléthéâtre basé sur la pièce de Michel Tremblay) : Thérèse
- 1971 : Des souris et des hommes (téléthéâtre de Paul Blouin) : La femme de Curley
- 1971 - 1972 : La Feuille d'érable (série TV) : Madame Barbe
- 1975 - 1977 : Y'a pas de problème (série TV) : Justine Demers
- 1980 - 1986 : Le Temps d'une paix (série TV) : Georgette Garon-Laflamme
- 1986 - 1989 : Des dames de cœur (série TV) : Claire Trudel
- 1989 - 1991 : Un signe de feu (série TV) : Claire Trudel

## Théâtre
- 1968 : Les Belles-Sœurs de Michel Tremblay, mise en scène de André Brassard - rôle de Pierrette Guérin
- 1969 : Les Belles-Sœurs de Michel Tremblay, mise en scène de André Brassard - rôle de Pierrette Guérin
- 1976 : La nef des sorcières d’Odette Gagnon, Marthe Blackburn, Marie-Claire Blais, Luce Guilbeault, Pol Pelletier et France Théoret, mise en scène de Luce Guilbeault, Théâtre du Nouveau Monde

## Distinctions

### Récompenses
En 1991, elle reçoit, de l'ONF, le premier prix du Prix Iris pour l'ensemble de son œuvre ; Les Rendez-vous du cinéma québécois créent à sa mémoire le Prix Luce-Guilbeault.